# Dario G

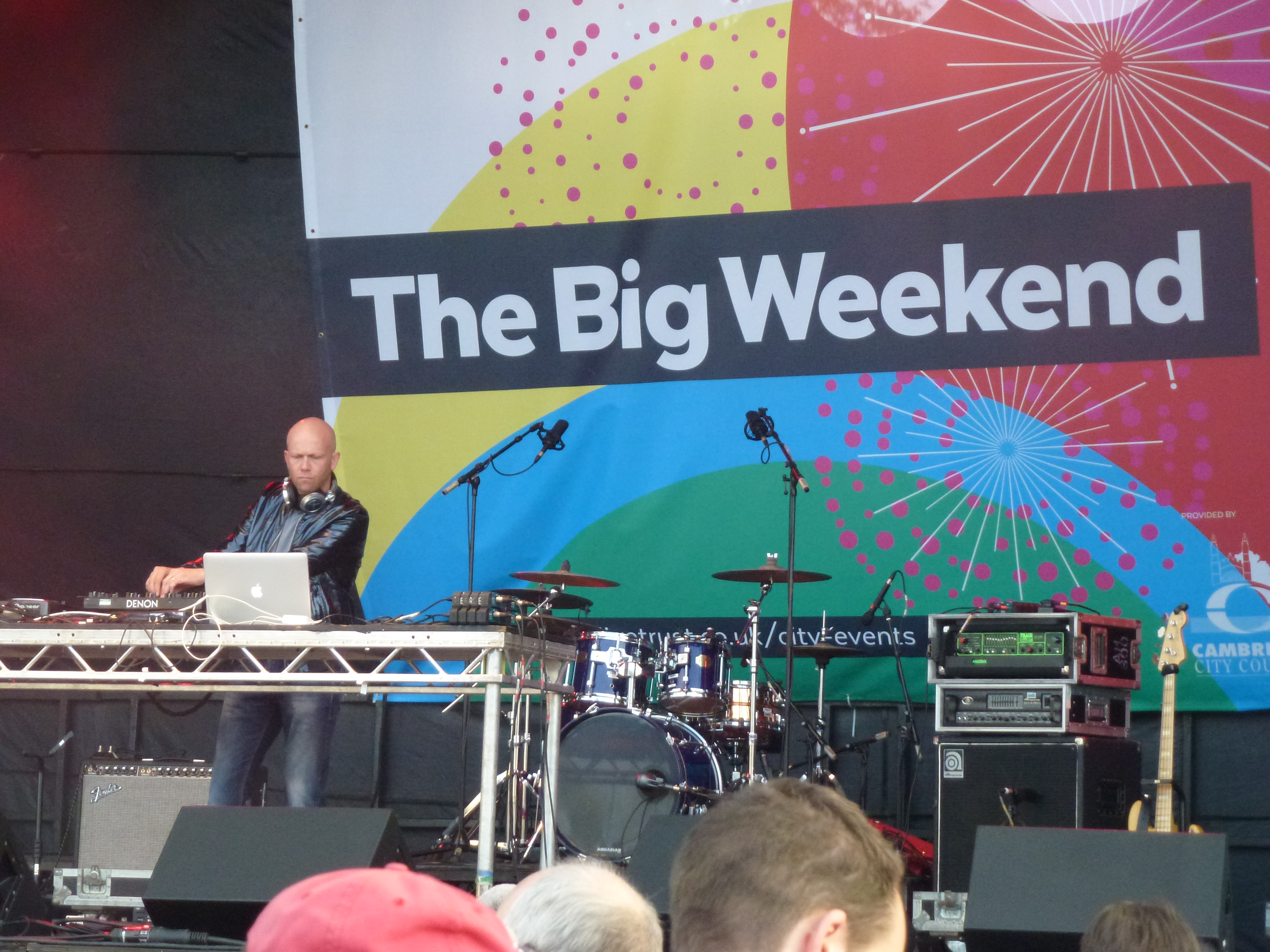
Dario G am "Big Weekend", Parker's Piece in Cambridge 2016

Dario G war ein Dance- und Trance-Musikprojekt des britischen DJ und Produzenten Paul Spencer (19. Mai 1971 – 17. Juni 2024). Der Name geht auf Dario Gradi, den Manager des Fußballclubs Crewe Alexandra, zurück.

## Karriere
Im Jahre 1996 wurde Dario G als Projekt als Trio der drei DJs Paul und Stephan Spencer sowie Scott Rosser, wobei Paul und Stephan nicht verwandt sind, in Crewe, England, gegründet. Ein Jahr nach der Gründung veröffentlichten sie ihre Debütsingle mit dem Titel Sunchyme und erreichte europaweit hohe Chartplatzierungen, unter anderem Platz 2 in den britischen Singlecharts. Sunchyme enthält Samples aus dem Song Life in a Northern Town von The Dream Academy aus dem Jahr 1985. Die nachfolgende Single Carnaval de Paris, die das amerikanische Volkslied Oh My Darling, Clementine zitiert, konnte an die Erfolge anknüpfen. Der Song wurde außerdem vom ZDF als Begleitsong zur Fußball-Weltmeisterschaft 1998 in Frankreich ausgewählt. Das erste Album Sunmachine sowie die gleichnamige dritte Single, eine Coverversion von David Bowies Memory of a Free Festival, folgten noch 1998. Anfang 2000 wurde schließlich die vierte Single Voices veröffentlicht, nachdem der Song im Soundtrack des Films The Beach enthalten war.
Nach dem Ausstieg von Stephan Spencer 1999 suchten die verbliebenen Scott Rosser und Paul Spencer nach einer Sängerin und fanden schließlich die in Manchester lebende Norwegerin Ingfrid Straumstøyl. Gemeinsam mit ihr entstand das zweite Album In Full Color. Die erste Single Dream to Me, ein Cover des Songs Dreams der Cranberries (angelehnt an Ennio Morricones Once Upon a Time in the West), erschien Anfang 2001 und erreichte Platz 9 in den britischen und deutschen Single-Charts. Es folgten die Veröffentlichung des Albums und der zweiten Single Say What’s on Your Mind noch im selben Jahr.
Zur Fußball-Weltmeisterschaft 2002 erschien ein Remix des Songs Carnaval de Paris als Carnaval 2002, außerdem in diesem Jahr der Song Heaven Is Closer, eine Coverversion des Liedes (Feels Like) Heaven von Fiction Factory. Mit beiden Liedern gelang dem Trio wieder der Einstieg in die offiziellen Single-Charts.
Nach dem Ausstieg von Rosser noch im selben Jahr legte das Projekt eine längere Pause ein. 2006 versuchte es Paul Spencer unter selbem Pseudonym Dario G erneut, eine Fußball-WM zur Veröffentlichung einer Single zu nutzen. Ring of Fire, ein Cover des gleichnamigen Johnny-Cash-Klassikers, blieben Charterfolge jedoch verwehrt, wodurch die Zukunft des Musikprojekts ungewiss wurde.
2010 erschien zur Fußball-WM das Lied Game On in Zusammenarbeit mit dem US-amerikanischen Rapper Pitbull.
Am 17. Juni 2024 starb Paul Spencer im Alter von 53 Jahren an den Folgen einer Darmkrebserkrankung.

## Diskografie

### Alben
| Jahr | Titel          | Höchstplatzierung, Gesamtwochen, AuszeichnungChartplatzierungen (Jahr, Titel, Platzierungen, Wochen, Auszeichnungen, Anmerkungen) | Höchstplatzierung, Gesamtwochen, AuszeichnungChartplatzierungen (Jahr, Titel, Platzierungen, Wochen, Auszeichnungen, Anmerkungen) | Höchstplatzierung, Gesamtwochen, AuszeichnungChartplatzierungen (Jahr, Titel, Platzierungen, Wochen, Auszeichnungen, Anmerkungen) | Höchstplatzierung, Gesamtwochen, AuszeichnungChartplatzierungen (Jahr, Titel, Platzierungen, Wochen, Auszeichnungen, Anmerkungen) | Anmerkungen                         |
| Jahr | Titel          | DE | AT | CH | UK | Anmerkungen                         |
| ---- | -------------- | --- | --- | --- | --- | ----------------------------------- |
| 1998 | Sunmachine     | DE59 (7 Wo.)DE | — | CH43 (5 Wo.)CH | UK26 (6 Wo.)UK | Erstveröffentlichung: Mai 1998      |
| 2001 | In Full Colour | DE58 (1 Wo.)DE | AT41 (5 Wo.)AT | CH66 (5 Wo.)CH | — | Erstveröffentlichung: 18. Juni 2001 |
| 2020 | Hola           | — | — | — | — | Erstveröffentlichung: 26. Juni 2020 |

### Singles
| Jahr | Titel Album                            | Höchstplatzierung, Gesamtwochen, AuszeichnungChartplatzierungen (Jahr, Titel, Album, Platzierungen, Wochen, Auszeichnungen, Anmerkungen) | Höchstplatzierung, Gesamtwochen, AuszeichnungChartplatzierungen (Jahr, Titel, Album, Platzierungen, Wochen, Auszeichnungen, Anmerkungen) | Höchstplatzierung, Gesamtwochen, AuszeichnungChartplatzierungen (Jahr, Titel, Album, Platzierungen, Wochen, Auszeichnungen, Anmerkungen) | Höchstplatzierung, Gesamtwochen, AuszeichnungChartplatzierungen (Jahr, Titel, Album, Platzierungen, Wochen, Auszeichnungen, Anmerkungen) | Anmerkungen                                                  |
| Jahr | Titel Album                            | DE | AT | CH | UK | Anmerkungen                                                  |
| ---- | -------------------------------------- | --- | --- | --- | --- | ------------------------------------------------------------ |
| 1997 | Sunchyme Sunmachine                    | DE3 Platin · (24 Wo.)DE | AT4 (14 Wo.)AT | CH2 (21 Wo.)CH | UK2 Platin · (18 Wo.)UK | Erstveröffentlichung: 15. September 1997                     |
| 1998 | Carnaval de Paris Sunmachine           | DE2 Gold · (16 Wo.)DE | AT24 (7 Wo.)AT | CH7 (16 Wo.)CH | UK5 Silber · (10 Wo.)UK | Erstveröffentlichung: Mai 1998                               |
| 1998 | Sunmachine                             | DE98 (2 Wo.)DE | — | — | UK17 (6 Wo.)UK | Erstveröffentlichung: 31. August 1998                        |
| 2000 | Voices Sunmachine                      | — | — | — | UK37 (2 Wo.)UK | Erstveröffentlichung: 1. März 2000                           |
| 2001 | Dream to Me In Full Colour             | DE9 (16 Wo.)DE | AT8 (24 Wo.)AT | CH15 (24 Wo.)CH | UK9 (9 Wo.)UK | Erstveröffentlichung: 22. Januar 2001                        |
| 2001 | Say What’s on Your Mind In Full Colour | DE68 (8 Wo.)DE | — | CH100 (1 Wo.)CH | — | Erstveröffentlichung: August 2001                            |
| 2002 | Carnaval 2002 –                        | — | — | CH96 (2 Wo.)CH | UK34 (3 Wo.)UK | Erstveröffentlichung: Juni 2002                              |
| 2002 | Heaven Is Closer (Feels Like Heaven) – | DE57 (4 Wo.)DE | AT42 (6 Wo.)AT | CH87 (3 Wo.)CH | UK39 (2 Wo.)UK | Erstveröffentlichung: September 2002 mit Mythos ’n’ DJ Cosmo |

Weitere Singles
- 2001: Don’t You Cry
- 2005: Made of Stone
- 2006: Ring of Fire
- 2008: The Final Countdown (Medleys)
- 2009: Unknown Title (The Real Booty Babes vs. Dario G)
- 2010: Game On (The Official 2010 Fifa World Cup(Tm) Mascot Song) (mit Pitbull & TKZee)
- 2014: We Got Music (mit Shirley Bassey)
- 2018: Cry
- 2019: ¡Hola!
- 2020: High (feat. Leslie P George)
- 2020: If You Love Me (mit Danny Dearden)
- 2020: Real Love × Sunchyme (mit Clean Bandit feat. Jess Glynne)
- 2020: You Make the Sunrise (feat. Leslie P George)

## Auszeichnungen für Musikverkäufe
| Goldene Schallplatte - Australien - 1998: für die Single Sunchyme - Belgien - 1998: für die Single Sunchyme - Neuseeland - 1998: für die Single Sunchyme |

Anmerkung: Auszeichnungen in Ländern aus den Charttabellen bzw. Chartboxen sind in ebendiesen zu finden.
| Land/RegionAuszeichnungen für Musikverkäufe (Land/Region, Auszeichnungen, Verkäufe, Quellen) | Silber  | Gold     | Platin     | Verkäufe | Quellen                   |
| -------------------------------------------------------------------------------------------- | ------- | -------- | ---------- | -------- | ------------------------- |
| Australien (ARIA)                                                                            | —       | Gold1    | —          | 35.000   | aria.com.au               |
| Belgien (BRMA)                                                                               | —       | Gold1    | —          | 25.000   | ultratop.be               |
| Deutschland (BVMI)                                                                           | —       | Gold1    | Platin1    | 750.000  | musikindustrie.de         |
| Neuseeland (RMNZ)                                                                            | —       | Gold1    | —          | 5.000    | aotearoamusiccharts.co.nz |
| Vereinigtes Königreich (BPI)                                                                 | Silber1 | —        | Platin1    | 800.000  | bpi.co.uk                 |
| Insgesamt                                                                                    | Silber1 | 4× Gold4 | 2× Platin2 |          |                           |